# Mateo de Zúñiga

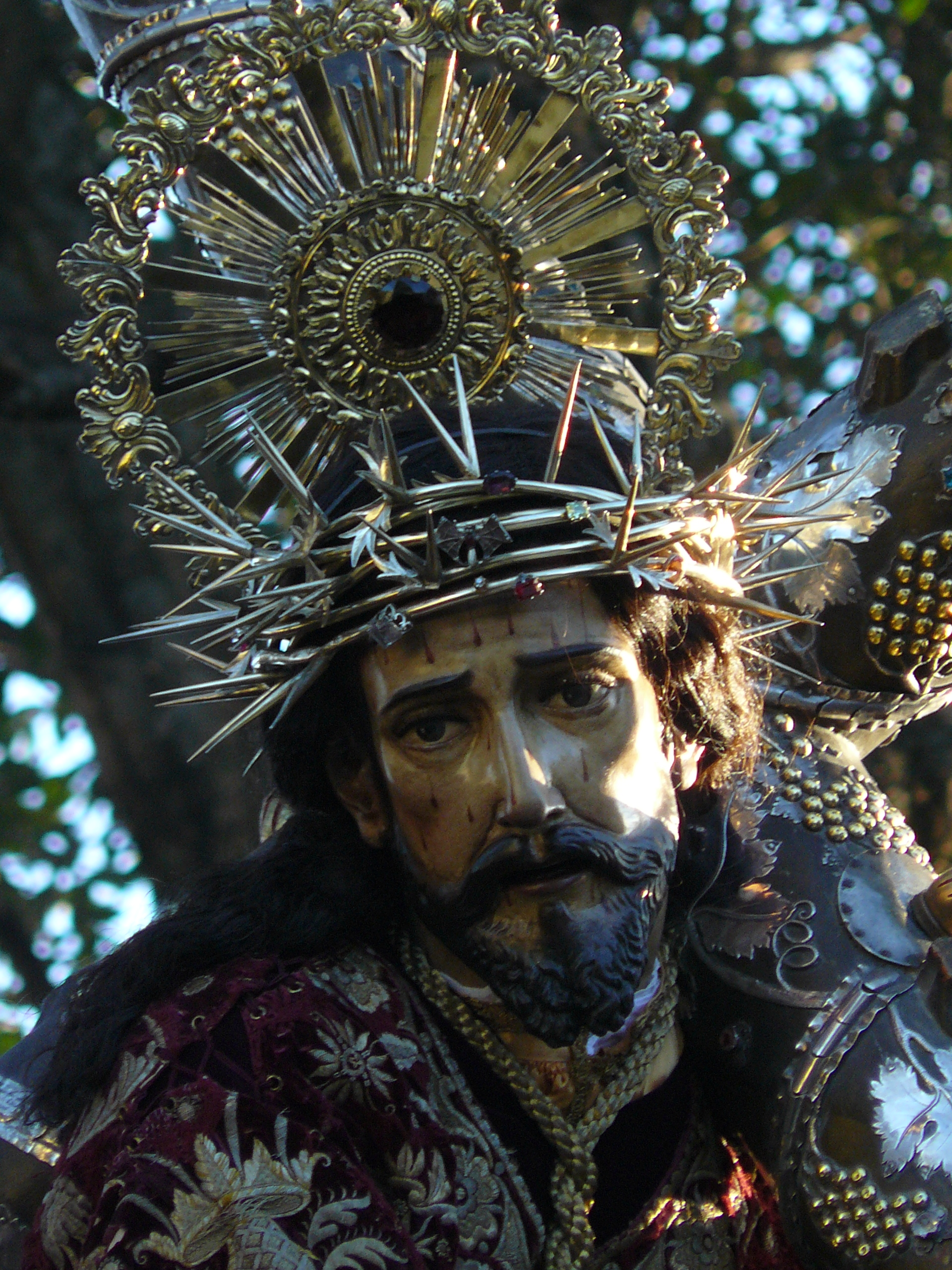
Jesús Nazareno de la Merced

Mateo de Zúñiga (c. 1615 – 1687, Santiago de los Caballeros de Guatemala, hoy llamada La Antigua) fue un escultor y ensamblador novohispano activo en el Reino de Guatemala.
Se desconoce su formación. Hacia 1640 ejerce como maestro. Como a la mayor parte de los escultores de la época en el virreinato la obra a él atribuida se basa en la tradición sin que haya base documental. Por otro lado, las obras documentadas están hoy desaparecidas. De Zúñiga está documentada la talla de bastidor del Jesús Nazareno de la Merced (1654) policromada por Joseph de la Cerda, actualmente en la ciudad de Guatemala.
Según el historiador Miguel Álvarez Arévalo, la escultura de Jesús de la Merced es la primera obra barroca hecha en Guatemala y también el primer Nazareno. Fue esculpida por Mateo de Zúñiga entre 1654 y 1655 por encargo de Bartolomé Vásquez Montiel y Nicolás Pérez de Santa María, mayordomos de la Cofradía Penitencial de Jesús Nazareno del Convento de Nuestra Señora de las Mercedes.
Joseph de la Cerda realizó el encarnado de la imagen, que es lo que le da vida a la piel y las heridas del mártir. En total, tuvo un costo de 65 pesos. El 27 de marzo de 1655, el Nazareno, aún desarmado fue llevado al templo de La Merced. Lo armaron dentro de la sacristía y la pusieron en veneración.